# Wieland

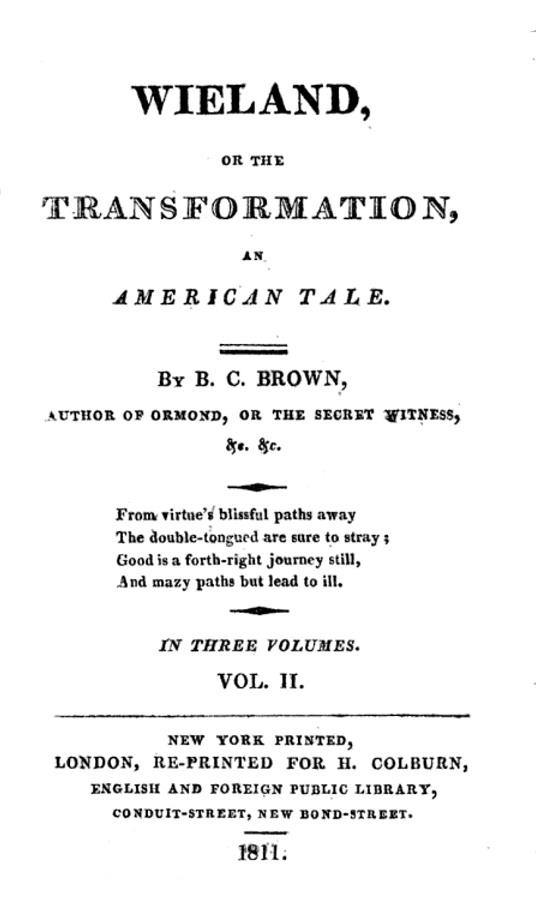
Titelpagina van de heruitgave uit 1811

Wieland: or, The Transformation: An American Tale, meestal kortweg Wieland genoemd, is het eerste grote werk van Charles Brockden Brown. Dit in 1798 gepubliceerde werk markeerde het echte begin van zijn carrière als schrijver. Wieland is de eerste en ook een van de bekendste Amerikaanse gothic novels.
Wieland speelt zich af in de periode tussen de Franse en Indiaanse Oorlog (1754-1763) en de Amerikaanse Onafhankelijkheidsoorlog (1775-1783). Het verhaal wordt verteld vanuit een eerstepersoonsperspectief in de vorm van twee brieven van Clara Wieland.